# Cintaasih (Cingambul)
Cintaasih is een bestuurslaag in het regentschap Majalengka van de provincie West-Java, Indonesië. Cintaasih telt 2793 inwoners (volkstelling 2010).